# Brachythecium piligerum
Brachythecium piligerum là một loài rêu trong họ Brachytheciaceae. Loài này được Cardot mô tả khoa học đầu tiên năm 1911.